# Europastraße 004
Die Europastraße 004 (kurz: E 004) ist eine Europastraße des Zwischennetzes in Kasachstan und Usbekistan.

## Verlauf
Die Europastraße 004 beginnt an der Europastraße 123 in Qysylorda und verläuft von dort in südlicher Richtung über Uchquduq nach Buxoro (Buchara), wo sie nach einer Strecke von rund 700 Kilometern an der Europastraße 40 endet.